# منطقه تاما

نقشهٔ منطقه تاما که با رنگ سبز مشخص شده است. رنگ زرد مناطق ویژه توکیو را نشان می‌دهد.

۳۰ منطقه از مناطق تشکیل دهندهٔ توکیو، پایتخت ژاپن منطقه تاما نامگذاری شده است. منطقه تاما که جزء مناطق حومهٔ توکیو محسوب می‌شود. از ۲۶ شهر، ۳ شهرستان، و ۱ روستا تشکیل شده و تراکم جمعیت کمتری نسبت به مناطق ویژه توکیو دارد. مساحت منطقه تاما ۱٬۱۶۹٬۴۹ کیلومتر مربع است و جمعیت آن در سال ۲۰۱۰ میلادی  ۴٬۱۶۰٬۳۷۳ نفر بوده‌است.
توکیو به‌طور کلی به سه منطقهٔ بزرگ تقسیم می‌شود:
- ۱. مناطق ویژه توکیو که شامل ۲۳ منطقه است.
- ۲. منطقه تاما که به سه بخش فرعی منطقه تامای غربی، تامای شمالی و تامای جنوبی تقسیم می‌شود و جمعاً شامل ۳۰ بخش است.
- ۳. جزایر توکیو به دو قسمت جزایر ایزو و جزایر اوگاساوارا تقسیم می‌شود.این جزایر کوچک و بزرگ عموماً غیر مسکونی هستند. در ۹ جزیرهٔ مهم آن شعباتی از شهرداری توکیو واقع شده‌است و نام این ۹ جزیره در بین مناطق توکیو آمده‌است.

## کوه‌های منطقهٔ تاما

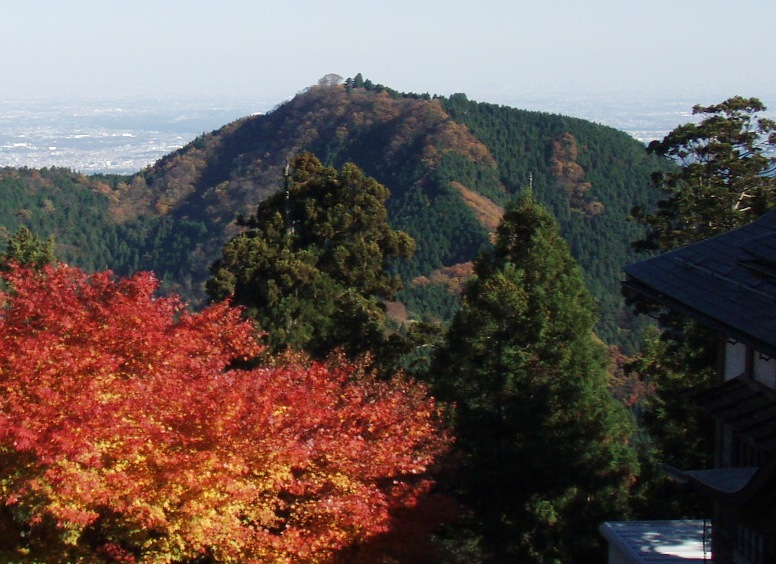
کوه هینوده واقع در منطقه تاما.

سلسله کوه اوکوتاما در منطقهٔ تاما، در غرب توکیو قرار دارد و در این سلسله کوه جهت پیاده‌روی و کوهنوردی مسیرهای بسیاری وجود دارد. چند نمونه از کوه‌های واقع در این منطقه:
- کوه هینوده
- کوه تاکائو
- کوه کوموتوری
- کوه میتو
- کوه گوزن
- کوه اوداکه
- کوه میتاکه

## نقشه منطقهٔ تاما

八王子市 هاچی‌اوجی
立川市 تاچیکاوا
武蔵野市 موساشینو
三鷹市 میتاکا
青梅市 اومه
府中市 فوچو
昭島市 آکیشیما
調布市 چوفو
町田市 ماچیدا
小金井市 کوگانه‌ای
小平市 کودارئیرا
日野市 هینو
東村山市 هیگاشیمورایاما
国分寺市 کوکوبونجی
国立市 کونیتاچی
福生市 فوسا
狛江市 کومائه
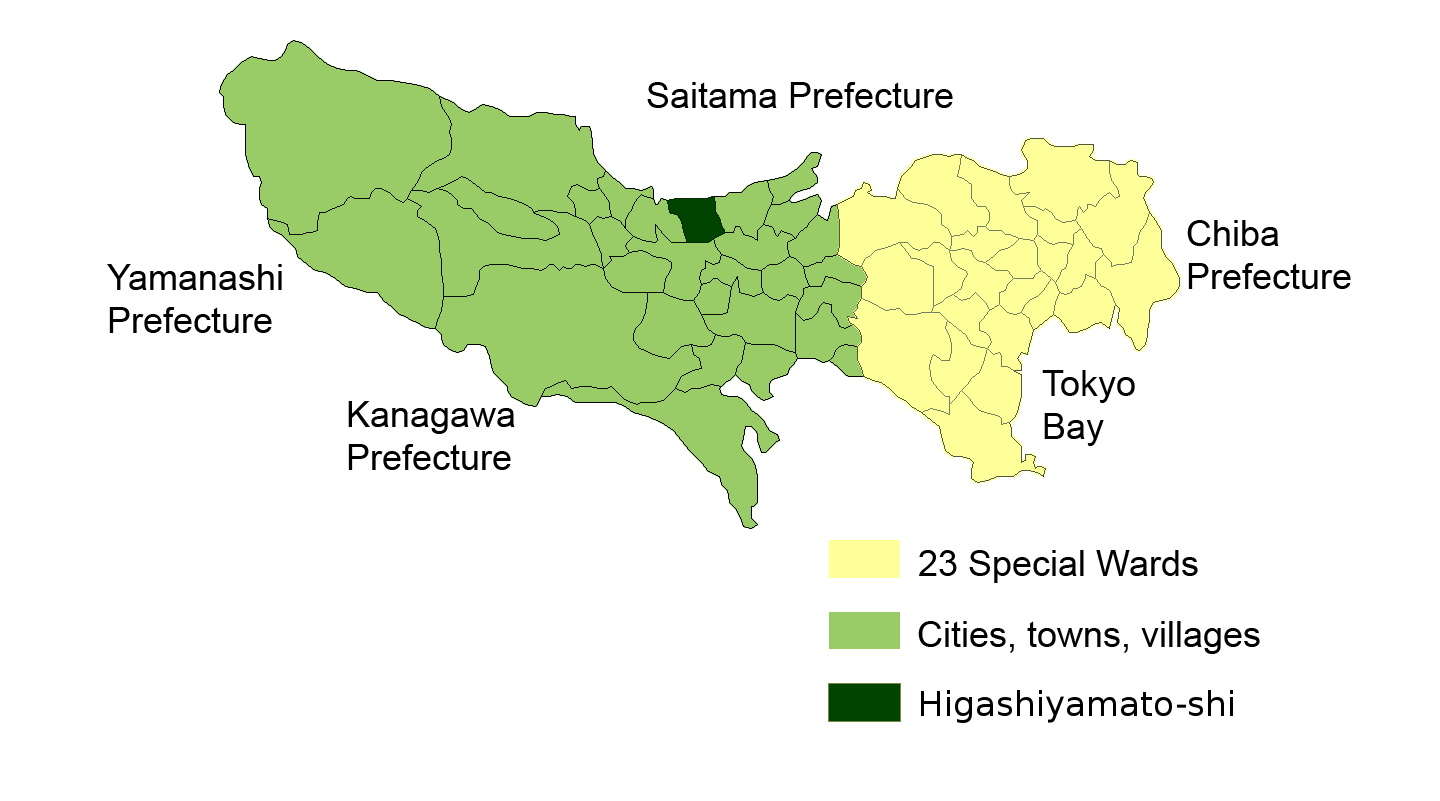
東大和市 هیگاشی‌یاماتو
清瀬市 کیوسه
東久留米市 هیگاشیکورومه
武蔵村山市 موساشیمورایاما
多摩市 تاما
稲城市 ایناگی
羽村市 هامورا
あきる野市 آکیرونو
西東京市
نیشیتوکیو

### منطقه تامای غربی

瑞穂町 میزوهو
日の出町 هینوده
檜原村 هینوهارا
奥多摩町
اوکوتاما